# Cantone di Paraíso
Il cantone di Paraíso è un cantone della Costa Rica facente parte della provincia di Cartago.

## Geografia antropica

### Suddivisioni amministrative
Il cantone  è suddiviso in 4 distretti:
- Cachí
- Orosi
- Paraíso
- Santiago